# Tiliqua rugosa
El escinco rugoso Tiliqua rugosa es una especie de saurópsido escamoso de la familia de los escíncidos, conocidos como lagartos de lengua azul. Son endémicas de Australia.

## Biología
Es una especie de reproducción vivípara y una de las pocas especies en que se ha observado monogamia.

## Taxonomía
Fue descrita por el naturalista inglés John Edward Gray en 1825 como Trachydosaurus rugosus. Se reconocen 4 subespecies:
- T. r. rugosa Gray, 1825 - Australia Occidental
- T. r. aspera: Gray, 1845 - este de Australia
- T. r. konowi Mertens, 1958 - isla de Rottnest (Australia Occidental)
- T. r. palarra Shea, 2000 - bahía Shark (Australia Occidental)